# Huangjiu

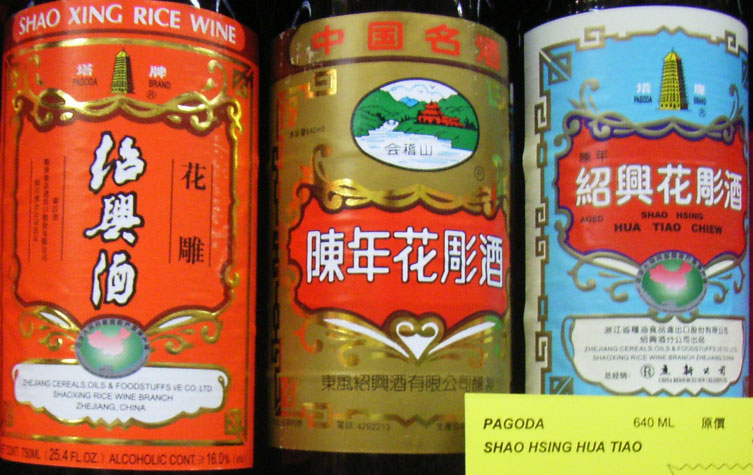
Etiketter på olika sorters huangjiu

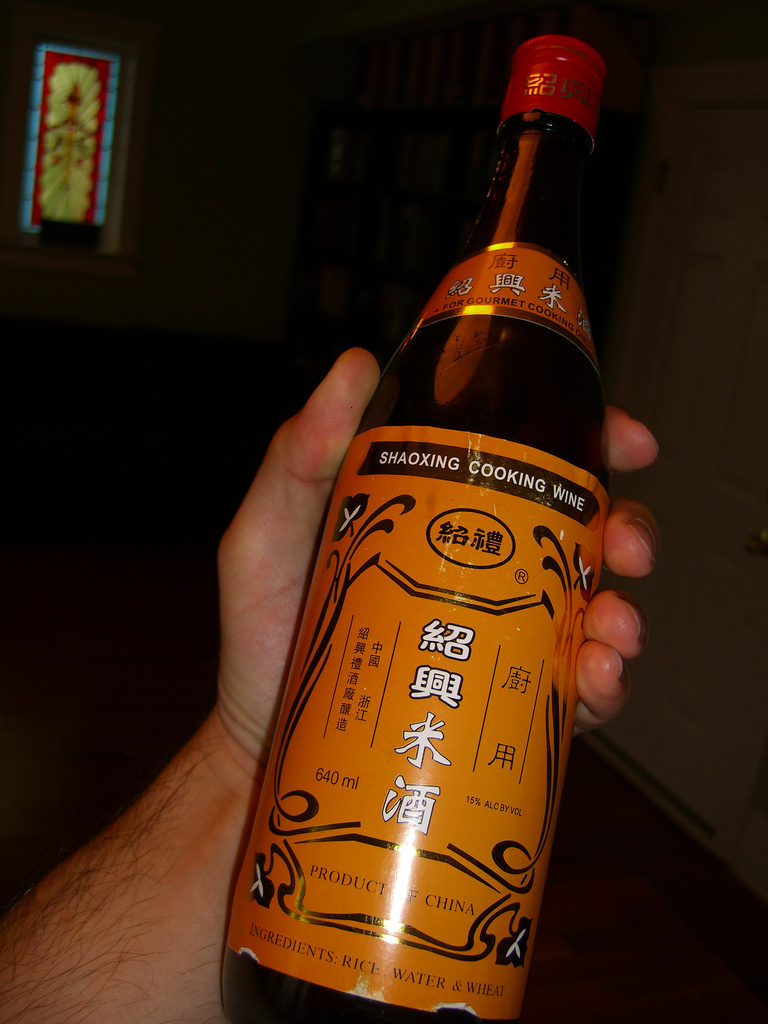
En enklare flaska matlagningsvin från Shaoxing

Huangjiu (kinesiska: 黄酒, 'gult vin') är en traditionellt mycket betydelsefull grupp av kinesiskt odestillerat vin, vanligen gjort av ris. Alkoholhalten ligger som regel strax under 20 procent. Huangjiu dricks i regel uppvärmt men kan också drickas kallt.
Det mest kända vinet av den här typen idag är det från staden Shaoxing i provinsen Zhejiang, så kallat Shaoxingjiu. Dyrare varianter av Huangjiu är årgångsviner lagrade tiotals år. Dessa lagrade viner anspelar i regel på en äldre tradition enligt vilken en kruka bra vin skulle grävas ned i marken vid en dotters födsel för att grävas upp och konsumeras först vid hennes bröllop.
Billigare varianter av huangjiu används som matlagningsvin och säljs också ofta under namnet Jiafanjiu (加饭酒, 'tillsätta-mat-vin').
Huangjiu tillverkas även i Taiwan.

## Not
1. ↑  Jiu är den generiska termen för alkoholhaltiga drycker på kinesiska.